# Haus Feuer Körper
Haus Feuer Körper ist der deutsche Titel des Gedichtbandes von Warsan Shire, der 2022 in einer englisch-deutschen Ausgabe im S. Fischer Verlag erschien. Im Original auf Englisch erschienen die Gedichte unter dem Titel Bless the Daughter Raised by a Voice in Her Head. Die Übertragungen der Texte stammen von Muna AnNisa Aikins, Mirjam Nuenning und Hans Jürgen Balmes. Die Texte des Bandes thematisieren Verfolgung, Flucht und deren psychische Folgen. Sie bieten mit teils drastischer und einer sehr am Körperlichen orientierten Sprache Einblicke in die Lebenswelten von größtenteils weiblichen Geflohenen.
2023 stand das Buch auf der Shortlist für den Dylan Thomas Prize 2023 und auf der Longlist für den Griffin Poetry Prize.

## Rezeption
Marie Luise Knott meint im Deutschlandfunk, Warsan Shire gebe „den Geflohenen ihre Geschichte zurück und damit ein Zuhause in der Sprache“ und nennt die Lyrik der Autorin „eine Hymne auf die menschliche Widerständigkeit.“ Ingrid Isermann urteilte für das Online-Magazin Literatur & Kunst, die Texte des Bandes „überraschen mit einer lyrischen präzisen Beobachtungsgabe, die sensitiv und ausdrucksstark die Abgründe unserer Welt erkunden.“
Die englische Ausgabe des Buches wurde von Alexis Okeowo ausführlich im New Yorker besprochen. Er stellt fest, dass Warsan Shire zwar Themen aus ihrem Debütband aufgreift, die Texte trotzdem aber frisch und scharfsinnig wirken. In einer deutlich kürzeren Besprechung des Buches für den Guardian befindet Mary Jean Chan, die Texte beschäftigten sich mit einer schmerzhaften und dringlichen Klarheit mit Themen wie Krieg, Kolonialismus und der andauernden Flüchtlingskrise.